# Loi relative à la représentation équilibrée des femmes et des hommes au sein des conseils d'administration et de surveillance
Lire en ligne

Texte sur Légifrance

La loi no 2011-103 du 27 janvier 2011 relative à la représentation équilibrée des femmes et des hommes au sein des conseils d'administration et de surveillance et à l'égalité professionnelle, dite loi Copé-Zimmermann, est une loi française prévoyant que les conseils d'administration des entreprises moyennes ou grandes soient composés « en recherchant une représentation équilibrée des femmes et des hommes ».

## Histoire
Le texte a été présenté par Jean-François Copé, Marie-Jo Zimmermann, Christian Jacob et Michèle Tabarot et soutenu par d'autres députés de l'UMP en tant que co-signataires.
La loi prévoit notamment que les conseils d'administration des entreprises moyennes ou grandes soient composés « en recherchant une représentation équilibrée des femmes et des hommes », et que la proportion des administrateurs de chaque sexe ne peut être inférieure à 40 % dans ces sociétés.
En février 2013, une étude du cabinet Gouvernance et Structures portant sur la loi Copé-Zimmermann annonce que l'objectif, à l'origine ambitieux, de 20 % de femmes dans les conseils d’administration des entreprises côtés sur Euronext Paris devrait être atteint plus tôt que prévu : elles étaient 23,7 % en juin 2012, contre 20 % un an plus tôt et 8,5 % en 2007. En 2015, elles sont 34 %, ce qui classe la France au premier rang de l'UE en la matière, même si cela masque des disparités dans d'autres structures dirigeantes des grandes entreprises ou des stratégies de contournement pour arriver à ce chiffre (par exemple diminuer le nombre de membres d'un conseil d'administration pour que la part de femmes y siégeant, en nombre identique, augmente).
Le 30 janvier 2017 est lancé l’indice de mixité des grandes entreprises françaises par Floriane de Saint-Pierre, présidente d’Ethics & Boards et Caroline de La Marnierre, présidente de Capitalcom et fondatrice de l’Institut du capitalisme responsable: des prix ont été attribués aux entreprises considérées comme « les plus féminisées ».
En 2019, la part de femmes atteint 43,6 % dans les conseils d'administration des 120 plus grandes entreprises cotées en Bourse.